# Grafo rueda
En teoría de grafos, un grafo rueda (Wn), o simplemente rueda, es un grafo con n vértices que se forma conectando un único vértice a todos los vértices de un ciclo-(n-1).
Los grafos rueda son grafos planos, y como tales pueden ser "incrustado" en un plano. Más específicamente, todo gráfico rueda es un grafo de Halin. Son auto-duales: el dual de cualquier grafo rueda es un grafo isomórfico.
En un grafo rueda siempre hay un ciclo hamiltoniano, habiendo n2-3n+3 ciclos en Wn (sucesión A002061 en OEIS).
| Los 7 ciclos de un grafo rueda W4. |

Para valores impares de n, Wn es un grafo perfecto con número cromático 3: Los vértices del ciclo pueden proporcionar dos colores, y el vértice centro proporciona un tercer color. Para valores pares de n, Wn tiene número cromático 4, y (cuando n ≥ 6) no es perfecto. W7 es el único grafo rueda que es un grafo de distancia unidad en el plano euclidiano.
El polinomio cromático de un grafo rueda Wn es :